# مركز أبحاث وترويج المرأة الإسلامية
مركز أبحاث وترويج المرأة الإسلامية (ZIF) هو جمعية للنساء المسلمات في ألمانيا تدعو إلى تفسير عادل بين الجنسين للمصادر الإسلامية والتقييم والتمثيل المناسب للمرأة في الإسلام. تعود جذور المؤسسة إلى مجموعة نقاشية ضمت علماء المسلمين وعلماء الدين والمعلمين وطلبة هذه التخصصات في عام 1995.

## مناطق العمل
ينقسم عمل المنظمة إلى مجال عمل نظري ومجال عمل عملي.
وفي المجال النظري، يهتم موظفو المنظمة بشكل خاص بتطوير اللاهوت الإسلامي الذي يركز على المرأة من خلال تحديد النماذج الجديدة في العمل التأويلي ونشرها وتوزيعها من خلال المؤتمرات والندوات والمحاضرات والدورات التدريبية. ويهدف هذا إلى تحفيز مناقشة واسعة النطاق.
من الناحية العملية، تركز الجمعية على تعزيز المرأة والفتيات، وتنظم تدريبات التأكيد على الذات للفتيات المسلمات، وتقدم المشورة الفردية والجماعية للتغلب على الهياكل المعادية للنساء وتهميش المرأة [الألمانية].
وكجزء من عملها في مجال دمج النوع الاجتماعي والعدالة بين الجنسين، تشارك المنظمة أيضًا بشكل مكثف في الحوار بين الأديان، وخاصة في الحوار المسيحي الإسلامي، وتسعى إلى التعاون، مع المنظمات النسائية المسيحية.

## المنشورات
- الكلمة الواحدة وأثرها العظيم – مقاربة تأويلية للقرآن الكريم سورة النساء الآية 34 فيما يتعلق بالعلاقات بين الجنسين في الإسلام. ، منشور ذاتيًا، 2006، ISBN 3-9810487-0-9

## روابط خارجية
- الموقع الرسمي